# Barefoot (obuv)

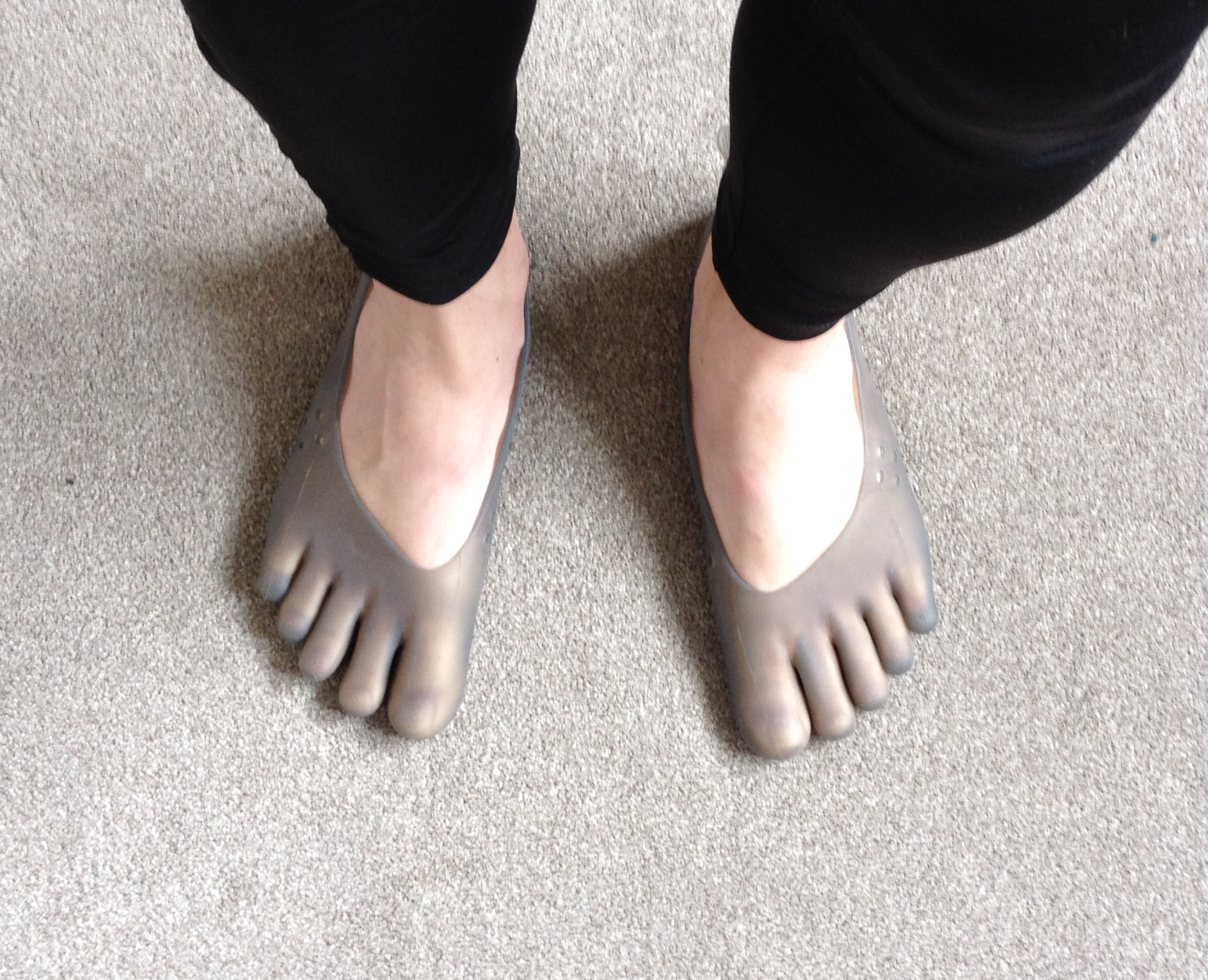
Evoskins – typ minimalistické obuvi

Barefoot boty (nebo také barefootové boty, minimalistické boty, barefooty, bosoboty či barefoot obuv) jsou boty, které se svou konstrukcí a funkčními vlastnostmi snaží maximálně přiblížit bosé chůzi.
Pojem "barefoot" pochází z anglického spojení "bare" = bosý a "foot" = chodidlo. Právě bosá chůze představuje nejpřirozenější (a tedy nejzdravější) formu pohybu. Noha přijímá informace z okolí a přizpůsobuje se členitosti terénu. Různorodý (přírodní) terén dodává nožním klenbám potřebnou stimulaci k posilování. Oproti tomu uzavření chodidla do těsných bot zdravému rozvoji brání.
Barefoot boty mohou na první pohled vypadat jako běžné konfekční boty, avšak širším prostorem pro prsty respektují anatomický tvar lidské nohy. Dále se liší zejména provedením podrážky (rovná, tenká a ohebná).

## Charakteristika barefoot obuvi
Barefoot boty nemají oficiálně stanovené parametry, ovšem mezi jejich výrobci, prodejci i uživateli panuje obecná shoda ohledně toho, jaké vlastnosti by měla 100% barefoot obuv splňovat:
1. Široký prostor na prsty ve špičce - boty prsty nemačkají, naopak umožňují jejich vějířovité roztažení, které dodává noze stabilitu
2. Rovná podrážka bez zvýšené paty či špičky - tzv. nulový drop (zero drop) udržuje chodidlo v jedné rovině, čímž rovnoměrně rozprostírá hmotnost těla po celé plosce chodidla a těžiště těla zůstává ve správné pozici
3. Ohebná podrážka (i zbytek boty) všemi směry - celkově měkká a ohebná podešev dovoluje chodidlu postupné odvíjení při chůzi a přirozené vyrovnávání drobných nerovností povrchu
4. Nízká (tenká) podrážka - minimální tloušťka podrážky (obvykle 1-4 mm) zajišťuje dostatečnou ochranu před zraněním, ale přitom receptorům v chodidlech stále ještě dovoluje přijímat informace z povrchu
5. Stélka bez tvarování - rovná vložka nepodporuje klenby chodidla, ty jsou nuceny aktivně pracovat a posilováním sílí
6. Nízká hmotnost - nižší váha napomáhá odlehčovat krok a pohybovat se volněji

## Vhodnost barefoot obuvi
Navzdory zdravotním přínosům barefoot obuvi zůstávají odborníci nejednotní v jejím doporučování. Jako riziko vnímají zejména nutnost postupného přizpůsobení na jiný pohybový vzorec, než jsou lidé zvyklí z konfekční obuvi. Barefoot chůzi je potřeba nejprve v nižších dávkách řádně natrénovat, citlivě vnímat zpětnou vazbu těla a uzpůsobit tomu techniku došlapu. Bohužel mnoho barefoot nadšenců bere tyto rady na lehkou váhu a zbrklým hnaním do extrému si přivodí nežádoucí zranění.
Dále se barefoot obuv nedoporučuje lidem s ortopedickými nebo neurologickými vadami dolních končetin, jedincům s hypermobilitou i dalšími potenciálními problémy nohou. Máte-li pochyby o vhodnosti nošení barefoot bot, vždy platí doporučení, abyste se nejprve poradili s odbornými lékaři. Zdravým a trénovaným jedincům by ovšem barefoot obuv škodit neměla, naopak, zejména pro děti bývají barefooty doporučovány jako první botičky, aby si od prvních krůčků vypracovaly co nejpřirozenější pohybové vzorce.

## Různé typy chodidel
Barefoot obuv se snaží maximálně respektovat tvary lidských chodidel, ovšem každý jedinec má jinak dlouhé a široké nohy. Před výběrem bot je tedy vhodné přeměřit délku i šířku bosých chodidel. V orientaci dále pomáhá sledování srovnávacích recenzí, které přináší přehledy vhodných značek barefoot bot pro určité typy chodidel. U nohou rozlišujeme zejména:
- Šířku vs. délku chodidla - porovnání těchto dvou rozměrů odhaluje úzké, průměrné či široké nohy
- Tvar chodidla - při pohledu kolmo shora vidíme chodidla útlá, průměrná, baculatá či vějířovitá (nohy do ploutvičky)
- Šířku paty - úzkou, průměrnou a širokou patu
- Tvar špičky - prsty mohou být s dominantním palcem, sestupné, rovné i dalších tvarů
- Výšku nártu - nárt lze rozdělit na nízký, průměrný a vysoký
- Výšku klenby - zdravou variantou je pouze průměrná klenba, nízká klenba je známější pod označením ploché nohy, nefunkční klenbu představuje i vysoká klenba

## Rizika špatné obuvi
Tělo tvoří komplexně propojený celek a mnoho zdravotních problémů vychází od nohou. Podle Německého institutu bot ovšem 82% lidí nosí špatnou obuv. Mezi důsledky pak patří například:
- deformity prstů (zejména hallux valgus)
- zarůstající nehty
- otlaky
- bolesti pat
- bolesti kolen, kyčlí, kloubů
- bolesti páteře, zad i dalších částí těla

Rozsáhlý výzkum na tuzemských školách prokázal, že zatímco 99 % dětí se rodí se zdravýma nohama, již 30 % prvňáčků přichází do školy s nohama výrazně poškozenýma obuví.

## Výrobci barefoot obuvi
Díky Baťově obuvnické tradici najdeme v České republice mnoho výrobců barefoot bot. Mezi oblíbené lokální výrobce se řadí Beda, Protetika, Jonap, FARE, Pegres, Saltic, Skinners i další.
V Evropě se dále vyrábí barefoot boty zejména v Německu (Feelgrounds, Wildling Shoes, Leguano, ZAQQ, ...) na Slovensku (Be Lenka, Shapen, ...) a v Portugalsku. Mezi nejznámější světové značky barefoot obuvi patří Vivobarefoot, Xero Shoes, Vibram FiveFingers, Merrell a mnoho dalších.